# Elecciones presidenciales de Irán de 2024
Las elecciones presidenciales anticipadas en Irán de 2024 se celebraron el 28 de junio de 2024, de acuerdo con el artículo 131 de la Constitución iraní, tras la muerte del presidente Ebrahim Raisi. Como ningún candidato obtuvo la mayoría del 50 % de los votos, se realizó una segunda vuelta para el 5 de julio de 2024 en la cual resultó electo Masoud Pezeshkian.
Con una participación del 39,93%, la primera vuelta de las elecciones registró la participación más baja para unas elecciones presidenciales en la historia de la República Islámica, más de 8 puntos por debajo del récord anterior del 48,48% en las elecciones presidenciales de 2021.

## Antecedentes
El 19 de mayo de 2024, Raisi regresaba de un viaje a la frontera entre Irán y Azerbaiyán para inaugurar un complejo hidroeléctrico en el embalse de Giz Galasi junto al presidente de Azerbaiyán, Ilham Alíyev. Durante su viaje, el helicóptero que lo transportaba a él y a otros ocho pasajeros y tripulación se estrelló aproximadamente a las 13:30 hora local cerca de la ciudad de Varzaqan en la provincia de Azerbaiyán Oriental. La fuerte niebla afectó las condiciones de búsqueda y rescate, pero a las 20:39, las fuerzas iraníes estaban cerca del accidente. Más tarde ese día, se localizaron los restos del helicóptero, con los nueve pasajeros y la tripulación en el avión encontrados muertos.

## Sistema electoral
El presidente de Irán suele ser elegido cada cuatro años por un "voto directo del pueblo", según lo establecido en el artículo 114 de la Constitución iraní, lo que significa que una elección presidencial debería haber tenido lugar el 18 de junio de 2025 o antes, pero debido a la muerte del presidente, se celebrará antes.
El Consejo de Guardianes no anuncia públicamente el motivo de los rechazos de determinados candidatos, aunque esos motivos se explican en privado a cada candidato. Las mujeres no tienen restricciones constitucionales para postularse; sin embargo, todas las mujeres que se han registrado como candidatas han sido excluidas de presentarse a las elecciones por el Consejo de Guardianes.
Los aprobados por el Consejo de Guardianes se someten a votación pública. El ganador es el candidato que recibe la mayoría (50% más uno) de los votos. Si ningún candidato recibe suficientes votos, se celebra otra elección entre los dos candidatos con más votos el viernes siguiente.
De acuerdo con la Constitución de la República Islámica de Irán, cualquier ciudadano iraní que crea en el Islam chiita y sea leal a la Constitución, a la ideología de la Tutela del Jurista Islámico y a la República Islámica puede participar en las elecciones como candidato presidencial. Una institución llamada Agencia de Monitoreo Electoral (EMA, por sus siglas en inglés), administrada por el Consejo de Guardianes, examina a los candidatos registrados y selecciona a un puñado para postularse en las elecciones.

### Voto en el extranjero
La votación para los iraníes en el extranjero se llevará a cabo en 250 lugares en todo el mundo.

### Fechas
Tras el anuncio de la muerte de Raisi el 20 de mayo, las autoridades anunciaron que la votación se celebraría el 28 de junio, con el registro de candidatos del 30 de mayo al 3 de junio y la campaña del 12 de junio al 27 de junio.

## Candidatos
La inscripción para postularse a la presidencia comenzó el 30 de mayo y finalizó el 3 de junio. Un total de 80 personas presentaron sus candidaturas a la presidencia, entre ellas cuatro mujeres, en su mayoría conservadoras y ultraconservadoras.  La lista final de candidatos fue publicada por el Consejo de Guardianes el 9 de junio.

### Aprobados
El Consejo de Guardianes autorizó a seis candidatos a postularse para presidente, a saber, Mohammad Bagher Ghalibaf, Saeed Jalili, Masoud Pezeshkian, Mostafa Pourmohammadi, Amirhossein Ghazizadeh Hashemi y Alireza Zakani.
- Saíd Yalilí, miembro de la Asamblea de Discernimiento de Conveniencia del Sistema, y secretario del Consejo de Seguridad Nacional Supremo (2007-2013).[16]
- Mohammad Baqer Qalibaf, presidente de la Asamblea Consultiva Islámica.[17]
- Masoud Pezeshkian, miembro de la Asamblea Consultiva Islámica.[18]
- Mostafá Purmohammadí, exministro de Justicia y exministro del interior.

#### Retirados
- Amir-Hossein Ghazizadeh Hashemi, excandidato presidencial en 2021 (Se retira para apoyar a Yalilí y Qalibaf).[19]
- Alireza Zakani, actual alcalde de Teherán. (Se retira para apoyar a Yalilí y Qalibaf).[20]

### Rechazados
Un total de 74 aspirantes vieron rechazadas sus candidaturas por el Consejo de Guardianes. Entre ellas se encontraban las cuatro mujeres que se postularon para participar en las elecciones.  El expresidente Mahmud Ahmadinejad fue el más notable en ser descalificado por el Consejo de Guardianes, habiendo sido descalificado anteriormente en 2021.
- Abdolnaser Hemmati, gobernador del Banco Central (2018-2021).[22]
- Mostafá Kavakebián, miembro de la Asamblea de Discernimiento de Conveniencia del Sistema.[23]
- Alí Lariyaní, presidente de la Asamblea de Discernimiento de Conveniencia del Sistema (2008-2020).[24]

- Mahmud Ahmadinejad, presidente de Irán (2005-2013).[25]
- Mehrdad Bazrpash, presidente del Tribunal Superior de Cuentas.[26]
- Zohreh Elahian, Diputada en la Asamblea Consultiva Islámica (2020-2024).[27]
- Mohammad Mehdi Esmaili, Ministro de Cultura.[28]
- Eshaq Yahanguirí, vicepresidente de Irán (2013-2021).[29]

## Campaña
En un discurso pronunciado el 3 de junio, el líder supremo, el ayatolá Alí Jamenei, dijo a los candidatos que no se atacaran entre sí y expresó su preferencia por un presidente revolucionario.
Las autoridades entregaron 20 GB de datos gratuitos de Internet para su uso en mensajeros nacionales y teleservicios durante 30 días a teléfonos móviles para promover la información sobre las elecciones.

## Encuestas de opinión

### Después de las postulaciones
| Fecha          | Encuesta                                                           | Tamaño de muestra | Yailií | Qalibaf | Pezeshkian | Hashemi | Zakani | Pourmohammadi | Indeciso |
| -------------- | ------------------------------------------------------------------ | ----------------- | ------ | ------- | ---------- | ------- | ------ | ------------- | -------- |
| Fecha          | Encuesta                                                           | Tamaño de muestra |        |         |            |         |        |               | Indeciso |
| 26 de junio    | Agencia de Encuestas de Estudiantes Iraníes                        | 3589              | 28.8%  | 19.1%   | 33.1%      | 2.8%    | 2.1%   | 1.4%          | 10.5%    |
| 22–24 de junio | Instituto de Sondeos de Opinión Mellat                             | 1100              | 16.3%  | 16.9%   | 23.5%      | 3.2%    | 1.2%   | 0.5%          | 38.4%    |
| 22–23 de junio | Shenaakht                                                          | 1000              | 20%    | 19%     | 28%        | 3%      | 1%     | 1%            | 28%      |
| 22–23 de junio | Universidad Imam Sadeq                                             | 1500              | 21.5%  | 23.4%   | 24.4%      | 4.5%    | 2.4%   | 2%            | 21.8%    |
| 22–23 de junio | Agencia de Encuestas de Estudiantes Iraníes                        | 4057              | 24%    | 14.7%   | 24.4%      | 2%      | 1.7%   | 0.7%          | 30.6%    |
| 18–20 de junio | Instituto de Sondeos de Opinión Mellat                             | 850               | 18.2%  | 20.7%   | 18.9%      | 4.6%    | 2%     | 1.8%          | 33.8%    |
| 18–19 de junio | Agencia de Encuestas de Estudiantes Iraníes                        | 4545              | 26.2%  | 19%     | 19.8%      | 2.6%    | 2%     | 0.9%          | 27.4%    |
| 18–19 de junio | Universidad Imam Sadeq                                             | -                 | 23.5%  | 29.3%   | 30%        | 2.7%    | 1.2%   | 1.1%          | 12.4%    |
| 11–13 de junio | Centro de Investigación para la Cultura, el Arte y la Comunicación | -                 | 36.7%  | 30.4%   | 28.3%      | 1.4%    | 1.7%   | 1.4%          | 62%      |

### Antes de las postulaciones
| Fecha         | Encuesta                   | Ahmadineyad | Yalilí | Zarif | Mojber | Qalibaf | Fattah | Pezeshkian | Jahromi | Lariyaní | Zakani | Bazrpash | Ninguno |
| ------------- | -------------------------- | ----------- | ------ | ----- | ------ | ------- | ------ | ---------- | ------- | -------- | ------ | -------- | ------- |
| 28-29 de mayo | meta /Danishgah Imam Sadiq | 23.7%       | 20.7%  | 17.7% | 7.3%   | 4.8%    | 4.8%   | 4.6%       | 4.1%    | 3.4%     | 0.7%   | 0.7%     | 6.7%    |

## Conducta
Se llevó a cabo la votación en casi 60.000 mesas de votación y 90.000 "puntos de votación" en todo el país, mientras que se establecieron más de 300 mesas de votación en el extranjero. Inicialmente, se esperaba que la votación en la primera ronda se llevara a cabo de 08:00 a 18:00, pero el Ministerio del Interior la extendió en el último minuto hasta las 20:00. La votación también se extendió hasta la medianoche en la segunda ronda de votación.

## Incidentes
Durante la campaña se publicó un vídeo en el que se ve a un abogado pro-pezeshkiano en Tabriz siendo golpeado en un desierto por las fuerzas de seguridad. El Ministerio de Justicia abrió una investigación.  Dos miembros de las fuerzas de seguridad murieron en un ataque con armas de fuego contra un vehículo que transportaba urnas electorales en Sistán y Baluchistán.
El Ministerio del Interior dijo que había arrestado a miembros del "Proyecto 1000 Cuadrados", que planeaba celebrar la victoria electoral de un candidato no revelado.

## Resultados
El moderador de los debates, Hosein Entezami, pidió al Ministerio del Interior que hiciera públicos los resultados electorales de cada candidato para infundir confianza.El ministro del Interior, Ahmad Vahidi, declaró que 180.000 agentes de las fuerzas del orden fueron desplegados en los colegios electorales del país.
Los resultados oficiales mostraban a Pezeshkian y Jalili de cara a una segunda vuelta programada para el 5 de julio. La participación en la primera ronda fue del 40 por ciento, la más baja para una elección presidencial en Irán desde 1979 que un total de 1.056.159 papeletas se consideraron nulas. Las elecciones también vieron la primera segunda vuelta presidencial en Irán desde 2005.
| Candidatos                  | Candidatos                  | Partido                                         | Primera vuelta | Primera vuelta | Segunda Vuelta | Segunda Vuelta |
| Candidatos                  | Candidatos                  | Partido                                         | Votos          | %              | Votos          | %              |
| --------------------------- | --------------------------- | ----------------------------------------------- | -------------- | -------------- | -------------- | -------------- |
|                             | Masoud Pezeshkian           | Independiente                                   | 3,412,712      | 44.36%         | 16,384,403     | 54.76%         |
|                             | Saíd Yalilí                 | Independiente                                   | 2,427,201      | 40.35%         | 13,538,179     | 45.24%         |
|                             | Mohammad Baqer Qalibaf      | Progreso y Justicia Población del Irán Islámico | 3,383,340      | 14.41%         |                |                |
|                             | Mostafá Purmohammadí        | Sociedad del Clero Combatiente                  | 206,397        | 0.88%          |                |                |
| Votos válidos               | Votos válidos               | Votos válidos                                   | 23,479,026     | 95.70%         | 29,922,582     | 98.01%         |
| Votos blancos y nulos       | Votos blancos y nulos       | Votos blancos y nulos                           | 1,056,159      | 4.30%          | 607,575        | 1.99%          |
| Total                       | Total                       | Total                                           | 24,535,185     | 100%           | 30,530,157     | 100%           |
| Registrados / Participación | Registrados / Participación | Registrados / Participación                     | 61,452,321     | 39.93%         | 61,452,321     | 49.68%         |